# Stanley Hotel
Lo Stanley Hotel è un hotel di 140 stanze in stile neo-georgiano ad Estes Park, in Colorado.
Situato in vista del Rocky Mountain National Park, lo Stanley offre una vista panoramica sulle Rockies. È stato costruito da Freelan Oscar Stanley della Stanley Steamer ed inaugurato il 4 luglio 1909 con una sontuosa cerimonia al quale parteciparono personaggi ricchi e famosi tra i quali Margaret Brown (successivamente superstite del RMS Titanic), John Philip Sousa, Theodore Roosevelt, l'Imperatore e l'Imperatrice del Giappone e diverse personalità di Hollywood. L'hotel e le sue terre circostanti sono registrati presso il National Register of Historic Places.
Tra gli ospiti illustri che hanno soggiornato allo Stanley Hotel figura lo scrittore Stephen King, il quale si è ispirato proprio all'hotel per creare l'Overlook Hotel del suo romanzo Shining. La miniserie televisiva Shining del 1997 è stata girata proprio nell'hotel, mentre il film diretto da Stanley Kubrick venne girato in set costruiti in Inghilterra negli Elstree Studios e al Timberline Lodge nell'Oregon.
Sul canale 42 dei televisori nelle camere dell'hotel viene trasmesso continuamente il film di Kubrick.

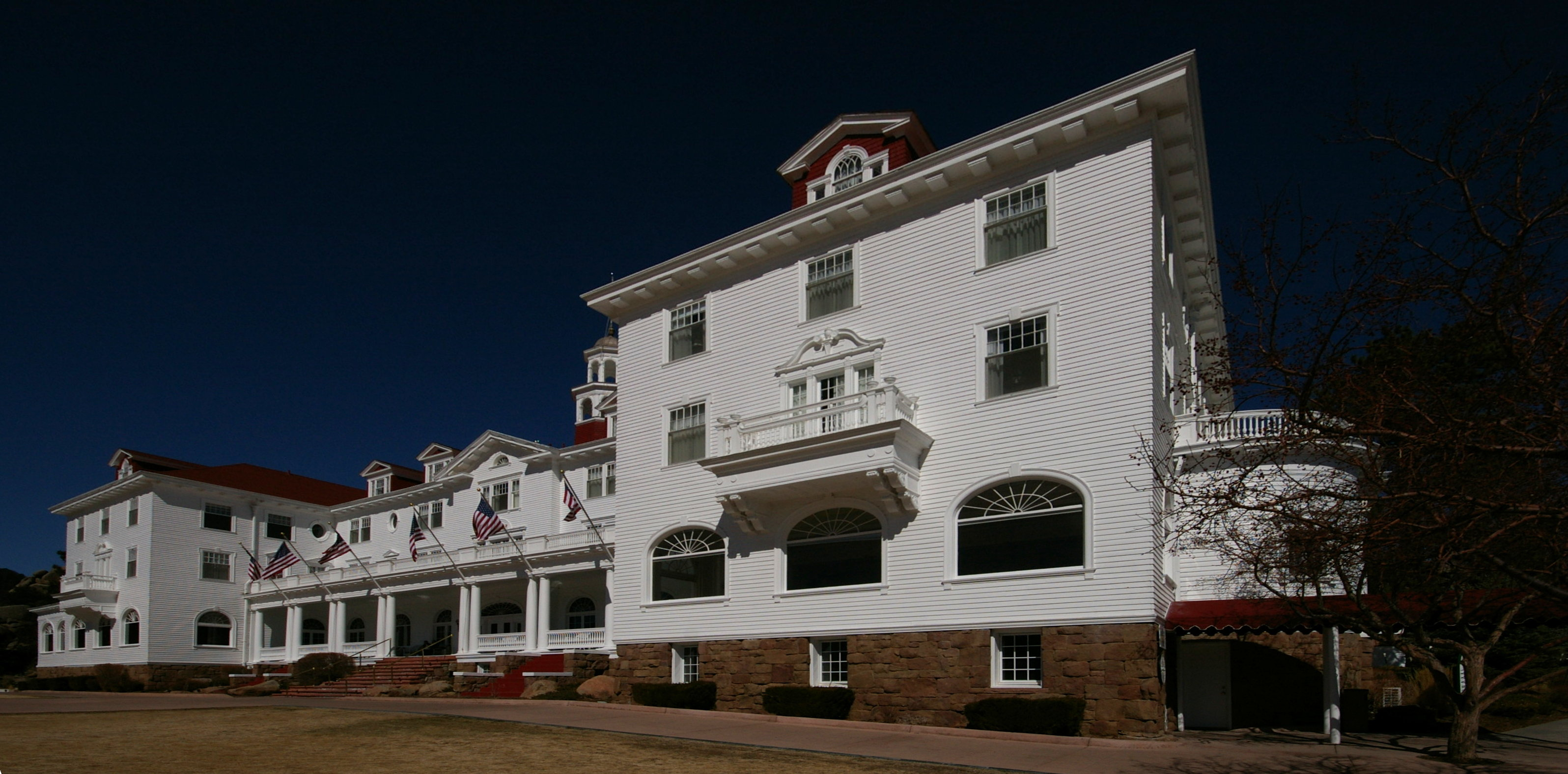
Stanley Hotel

## Storia

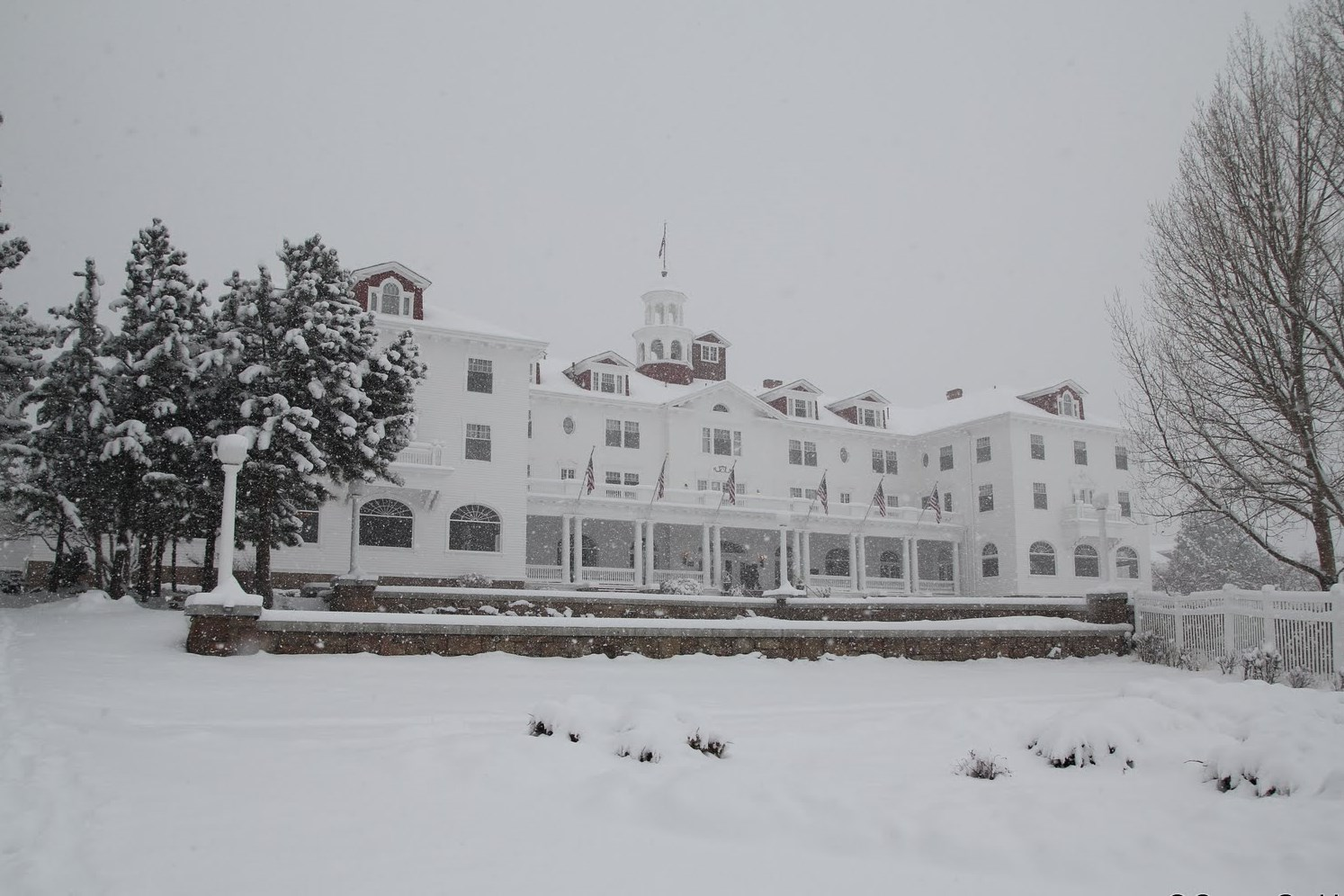
Facciata dello Stanley Hotel nel febbraio 2011

Nel 1903, Stanley, che fu co-inventore dell'automobile Stanley Steamer, si trasferì ad Estes Park per motivi di salute. Stanley era malato di tubercolosi e si recò ad Ovest dietro consiglio del medico. Il medico suggerì a Stanley e alla moglie Flora di rimanere in una cabina di Estes Park per tutta l'estate. Immediatamente i due si innamorarono del luogo e la salute di Stanley migliorò notevolmente. Colpito dalla bellezza della valle e grato per il miglioramento della sua salute, Stanley decise di investire i suoi soldi nel luogo. Nel 1909 Stanley aprì l'elegante Stanley Hotel, una classica locanda che esemplifica l'età d'oro del turismo.
Dopo aver trascorso l'estate in cabina, Flora voleva una casa come quella che aveva lasciato nel Maine. La loro casa venne costruita a circa mezzo miglio ad ovest del luogo dove venne costruito lo Stanley Hotel. Oggi la casa è una residenza privata.
Stanley costruì l'hotel sulla terra che egli aveva acquistato dal 4º Conte di Dunraven e Mount-Earl, un nobile e politico angloirlandese. Lord Dunraven si era trasferito nella zona nel 1872 durante un viaggio. 
Nel 1907 ebbe inizio la costruzione dello Stanley Hotel. Legname e pietre furono ricavati dalle vicine montagne e l'hotel venne costruito nello stile architettonico georgiano, che ha conosciuto un revival nel primo Novecento. Dotato di acqua corrente, elettricità e telefono, l'unico servizio mancante all'hotel era il riscaldamento in quanto l'hotel fu progettato come luogo di villeggiatura estiva.
Nel 2013 l'hotel fece notizia quando annunciò l'imminente costruzione di un cimitero per animali; l'oggetto di un altro romanzo di Stephen King, Pet Sematary.

## Infestazioni
Molti ritengono che lo Stanley Hotel sia infestato, avendo riportato un certo numero di casi di attività spettrale, soprattutto nella sala da ballo. Il personale della cucina ha riferito di aver sentito i rumori di una festa in corso nella sala da ballo, solo per scoprire poi che la stanza era deserta. Persone nella hall hanno affermato di aver sentito qualcuno suonare il pianoforte della sala da ballo, ma nessuno è stato trovato seduto al pianoforte. I dipendenti ritengono che si tratti del fantasma di Flora, la moglie di FreeLan O. Stanley, la quale sapeva suonare il pianoforte.
In una camera, le persone affermano di aver visto un uomo in piedi sopra al letto prima che corresse dentro l'armadio. Secondo alcuni, questo fantasma sarebbe il responsabile del furto di alcuni gioielli, orologi e articoli da viaggio. Altri hanno riferito di aver visto fantasmi nelle loro stanze nel bel mezzo della notte, semplicemente in piedi nella loro stanza prima di scomparire.
Lo show televisivo Ghost Hunters trasmesso dal canale Syfy si è occupato dell'hotel. Il direttore ha mostrato ai membri della troupe i vari luoghi in cui si sono verificate le attività del presunto fantasma. La troupe di Ghost Hunters ha dato la colpa ai vari fenomeni al vento e alle tubazioni. Tuttavia non hanno saputo dare nessuna spiegazione circa gli avvenimenti nella sala da ballo. Essi hanno anche rivelato di aver assistito ad altri fenomeni paranormali, come l'aver visto persone nei corridoi e aver sentito bambini giocare al piano di sopra. Il più straordinario fenomeno a loro successo è stato quando un tavolo è volato per aria. Jason Hawes ha trascorso la notte nella stanza del "fantasma ladro" ed ha dichiarato che il letto si muoveva, le porte dell'armadio si sono aperte più volte e che un vetro accanto al letto è andato in frantumi.
Lo Stanley Hotel è stato visitato anche dalla troupe dello show Ghost Adventures il 15 ottobre 2010.
Dopo aver sentito alcune voci che affermavano che l'attività paranormale dell'hotel è dovuta alla composizione geologica della proprietà, il Rocky Mountain Paranormal ha contattato l'US Geological Survey per avere informazioni sul sito. La conclusione degli scienziati riporta che "non c'è nulla di insolito nei dati aeromagnetici di Estes Park". Dopo questa richiesta di informazioni geologiche, il governo ha inviato esperti del suolo per compiere studi approfonditi sul terreno della proprietà. I risultati hanno mostrato che il terreno non contiene nulla di radioattivo.
Stephen King ebbe l'idea per il romanzo Shining nel 1973 dopo aver soggiornato nella camera 217 in un hotel quasi vuoto, dato che si trattava della notte prima della chiusura invernale.

## Cultura di massa
L'hotel neoclassico è stato fonte d'ispirazione per il fittizio Overlook Hotel del romanzo Shining di Stephen King. King rimase molto deluso quando Stanley Kubrick decise di non girare il film Shining allo Stanley Hotel.
L'hotel venne usato come set per altri film come Scemo e più scemo (1994), e nella miniserie Shining, altra versione del romanzo di King.
Alcuni investigatori insieme alla The Atlantic Paranormal Society (TAPS) hanno indagato sull'hotel per il programma televisivo Ghost Hunters.
Nel 2013, lo Stanley Film Festival, un festival di film horror indipendenti, si è tenuto presso l'hotel nei giorni dal 2 al 5 maggio.
Nel gennaio 2014 la band country-punk Murder By Death ha tenuto un concerto nell'hotel.
Il DLC di Fallout: New Vegas, chiamato Dead Money, è ispirato in parte dalle lugubri vicende dell'hotel e dalla fama ottenuta con il racconto di Stephen King.